# Australiens ambassad i Stockholm
Australiens ambassad i Stockholm är Australiens beskickning i Sverige. Ambassadör sedan 2019 är Bernard Philip. Diplomatkoden på beskickningens bilar är AK. Ambassadören är sidoackrediterad i Tallinn, Helsingfors och Riga.

## Fastigheter
Ambassaden upprättades 1966 på adressen Sergels torg 12. Sedan juli 2010 belägen på åttonde våningen i Waterfront Building, på Klarabergsviadukten 63, i Stockholm.

## Beskickningschefer
| Namn                           | Period    | Funktion               | Anmärkning                                                                             |
| ------------------------------ | --------- | ---------------------- | -------------------------------------------------------------------------------------- |
| Bill Carney                    | 1961–1962 | Chargé d'affaires      |                                                                                        |
| Frederick R. Gullick           | 1962–1965 | Chargé d'affaires a.i. |                                                                                        |
| Stewart Wolfe Jamieson         | 1964–1965 | Ambassadör             | Sidoackrediterad från Moskva.                                                          |
| John Rowland                   | 1965–1966 | Ambassadör             | Sidoackrediterad från Moskva.                                                          |
| Bertram Ballard                | 1966–1968 | Ambassadör             |                                                                                        |
| Roy Peache                     | 1968–1972 | Ambassadör             |                                                                                        |
| John D. Petherbridge           | 1972–1975 | Ambassadör             |                                                                                        |
| Lance Barnard                  | 1975-1978 | Ambassadör             | Sidoackrediterad i Helsingfors och Oslo.                                               |
| Brian C. Hill                  | 1978–1980 | Ambassadör             |                                                                                        |
| W. Kevin Flanagan              | 1980–1983 | Ambassadör             |                                                                                        |
| Margaret Rosaleen McGovern     | 1983–1988 | Ambassadör             |                                                                                        |
| Ian E. Nicholson               | 1988–1991 | Ambassadör             |                                                                                        |
| Robert Merrillees              | 1991–1996 | Ambassadör             |                                                                                        |
| Judith P. Pead                 | 1996–1999 | Ambassadör             |                                                                                        |
| Stephen Brady                  | 1998–2003 | Ambassadör             | Sidoackrediterad i Köpenhamn, Oslo, Helsingfors, Reykjavík, Tallinn, Riga och Vilnius. |
| Richard A. Rowe                | 2003–2007 | Ambassadör             |                                                                                        |
| Howard C. Brown                | 2007–2009 | Ambassadör             |                                                                                        |
| Paul W. Stephens               | 2009–2013 | Ambassadör             |                                                                                        |
| Gerald Bruce Thomson           | 2013–2016 | Ambassadör             |                                                                                        |
| Jonathan Charles William Kenna | 2016–2019 | Ambassadör             |                                                                                        |
| Bernard Philip                 | 2019-     | Ambassadör             |                                                                                        |